# Łudczycy (stacja kolejowa)
Łudczycy (biał. Лудчыцы; ros. Лудчицы) – stacja kolejowa w miejscowości Stancyja Łudczycy, w rejonie bychowskim, w obwodzie mohylewskim, na Białorusi. Położona jest na linii Orsza - Mohylew - Żłobin.
Przed II wojną światową istniał w tym miejscu przystanek kolejowy.